# Пустовіт Олена Степанівна
Олена Степанівна Пустовіт (3 червня 1923, село Підставки, тепер Золотоніського району Черкаської області — ?) — українська радянська діячка, новатор виробництва, змінний майстер Стрийської взуттєвої фабрики Львівської області. Герой Соціалістичної Праці (7.03.1960).

## Біографія
Народилася в селянській родині. Навчалася в сільській школі.
Учасниця німецько-радянської війни.
Після демобілізації закінчила Київський технікум легкої промисловості.
Член КПРС.
З 1950-х років — механік-наладчик швейних машин, змінний майстер Стрийської взуттєвої фабрики (потім — Стрийського філіалу львівської взуттєвої фірми «Прогрес») Дрогобицької області.
7 березня 1960 року отримала звання Героя Соціалістичної Праці з врученням ордена Леніна і золотої медалі «Серп і молот».
Потім — на пенсії в місті Стрию Львівської області.

## Нагороди
- Герой Соціалістичної Праці (7.03.1960)
- орден Леніна (7.03.1960)
- орден Вітчизняної війни ІІ ст. (6.04.1985)
- орден Червоної Зірки
- медалі